# Nava (Jõgeva)
Nava (Duits: Nawwa) is een plaats in de Estlandse gemeente Jõgeva, provincie Jõgevamaa. De plaats heeft de status van dorp (Estisch: küla) en telt 52 inwoners (2021).
Tot in oktober 2017 lag Nava in de gemeente Palamuse. In die maand ging Palamuse op in de gemeente Jõgeva.
Nava ligt aan de spoorlijn Tapa - Tartu en had tussen 1937 en het begin van de 21e eeuw een station aan die lijn. Ten noordwesten van de plaats ligt het meer Pikkjärv.

## Geschiedenis
Bij Nava zijn de resten gevonden van een begraafplaats die in gebruik is geweest in de eerste eeuwen van onze jaartelling. In de oudste graven waren de overledenen begraven in stenen doodkisten. In de jongere graven, die daarbovenop liggen, zijn de overledenen gecremeerd. In de omgeving zijn ook resten van een nederzetting gevonden.
Nava werd voor het eerst genoemd in 1582 onder de naam Napas, een nederzetting op het landgoed van Kudina. Vanaf 1638 was Nava onder de naam Nabbes ook een veeboerderij (Estisch: karjamõis) onder het landgoed.